# Callipseustes latibrunnea
Callipseustes latibrunnea är en fjärilsart som beskrevs av W. Warren 1904. Callipseustes latibrunnea ingår i släktet Callipseustes och familjen mätare. Inga underarter finns listade i Catalogue of Life.